# Cerreto d'Esi
Cerreto d'Esi est une commune italienne d'environ 3 370 habitants (2022), située dans la province d'Ancône, dans la région Marches, en Italie centrale.

## Géographie
- Le Parc naturel régional de la Gola della Rossa et Frasassi

## Administration
| Période                                  | Période | Identité | Étiquette | Qualité |
| ---------------------------------------- | ------- | -------- | --------- | ------- |
|                                          |         |          |           |         |
| Les données manquantes sont à compléter. |         |          |           |         |

### Communes limitrophes
Fabriano, Matelica, Poggio San Vicino